# Pulver

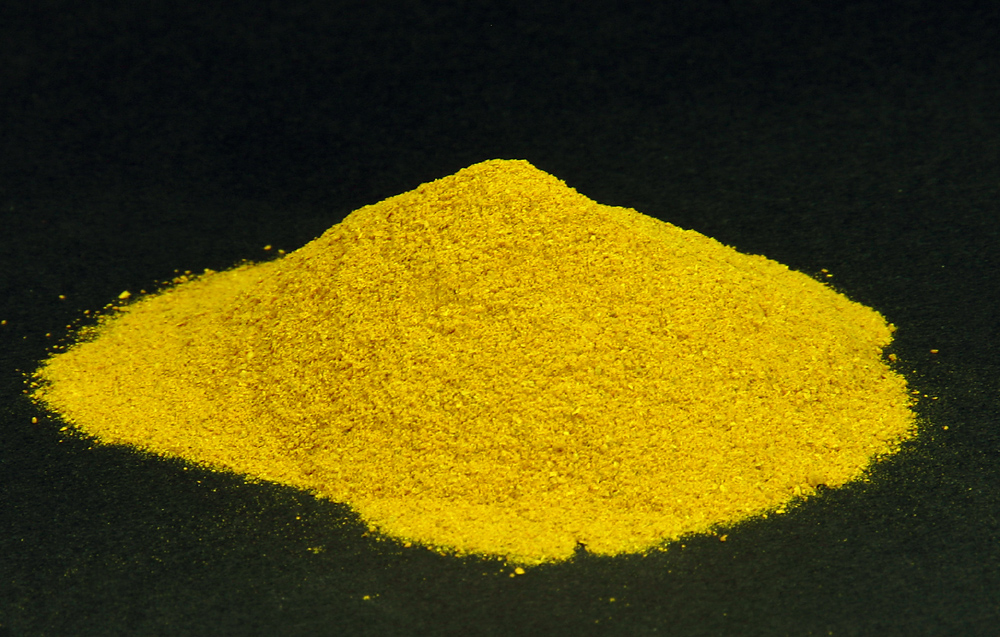
Gurkmeja som pulver.

Ett pulver är ett ämne i torr och mycket finfördelad form. Ett ämne kan sägas vara i pulverform. Vanligt är att pulver ska blandas ihop med vätska för att få en substans.